# Danh sách quốc gia theo sản lượng vàng

Sản lượng vàng thế giới 2012 (kilogram).

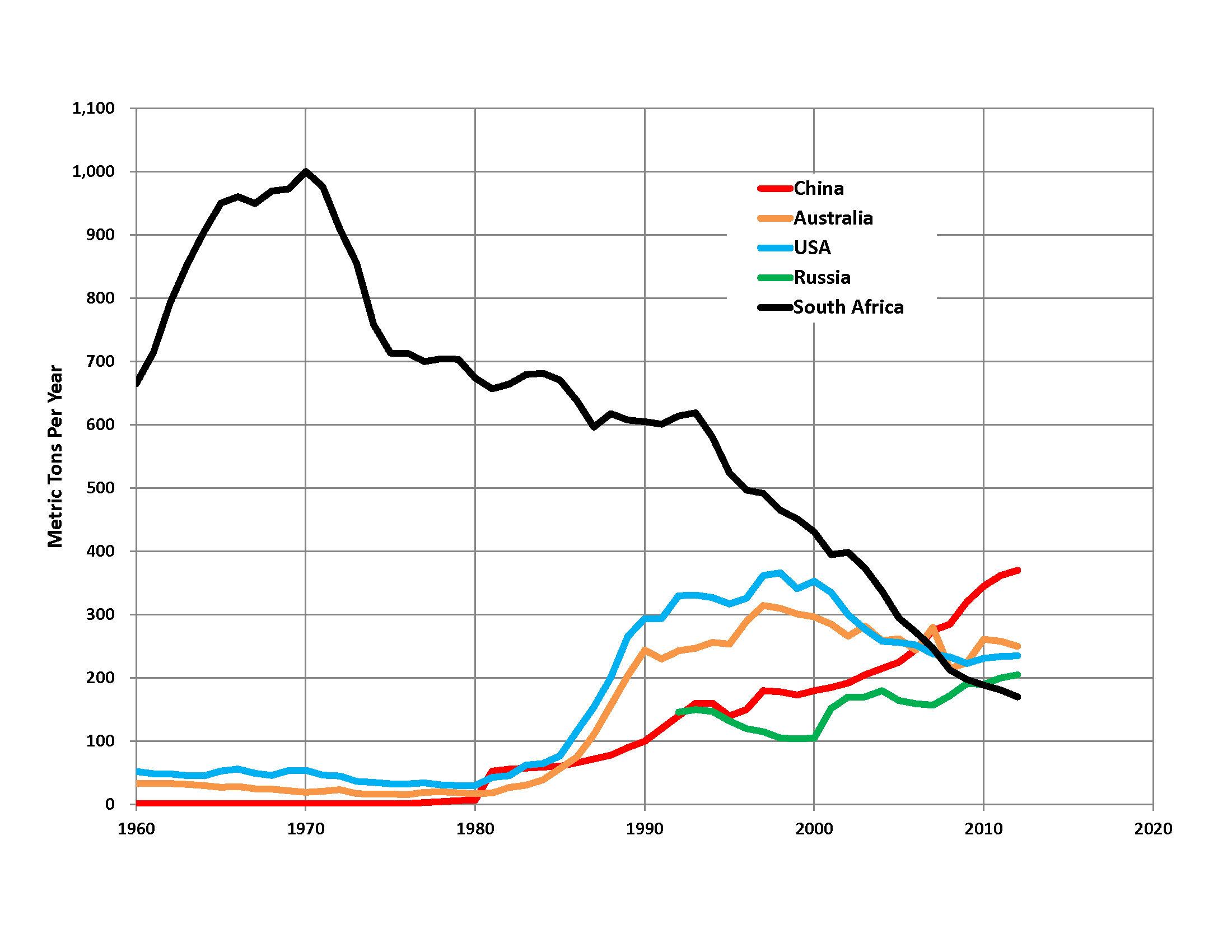
Xu hướng sản xuất vàng của năm nước đứng đầu về sản lượng vàng.

Dưới đây là danh sách các quốc gia theo sản lượng vàng năm 2016.
Trong nhiều năm cho đến 2006, Nam Phi là quốc gia đứng đầu về sản lượng vàng, nhưng gần đây nó đã bị vượt qua bởi một số nước lớn như: Trung Quốc, Nga, Canada, Hoa Kỳ, Peru và Australia. Tuy vậy, cho đến giờ vẫn chưa có quốc gia nào vượt được mức sản xuất kỷ lục của Nam Phi trong những thập niên 1970 khi chế độ Apartheid vẫn còn thống trị đất nước này.
| Xếp hạng | Châu lục       | Quốc gia (hoặc vùng, lãnh thổ)          | Sản lượng vàng (tấn) năm 2016 |
| -------- | -------------- | --------------------------------------- | ----------------------------- |
|          | Thế giới       | Thế giới (làm tròn)                     | 3,100                         |
| 1        | Châu Á         | Trung Quốc                              | 455                           |
| 2        | Châu Đại Dương | Australia                               | 270                           |
| 3        | Châu Âu        | Nga                                     | 250                           |
| 4        | Châu Mỹ        | Hoa Kỳ                                  | 209                           |
| 5        | Châu Mỹ        | Canada                                  | 170                           |
| 6        | Châu Mỹ        | Peru                                    | 150                           |
| 7        | Châu Phi       | Nam Phi                                 | 140                           |
| 8        | Châu Mỹ        | Mexico                                  | 125                           |
| 9/10     | Châu Á         | Uzbekistan                              | 100                           |
| 9/10     | Châu Á         | Indonesia                               | 100                           |
| 11       | Châu Phi       | Ghana                                   | 90                            |
| 12       | Châu Mỹ        | Brazil                                  | 80                            |
| 13       | Châu Đại Dương | Papua New Guinea                        | 65                            |
|          | Thế giới       | Các quốc gia khác còn lại trên thế giới | 900                           |